# Comté d'Adams (Mississippi)
Pour les articles homonymes, voir Comté d'Adams.
Le comté d'Adams est situé dans l’État du Mississippi, aux États-Unis. Il comptait 29 538 habitants en 2020. Son siège est Natchez.